# جوائز شبكة راديو وتلفزيون العرب
حفل جوائز شبكة راديو وتلفزيون العرب

## بدايته وتنظيمه
هو حفل تقيمه شبكة راديو وتلفزيون العرب أقيم أول مرة في العام 2004 ويعرض على قناة art الأفلام حصريا ،منظمة ومقدمة الحفل هي مديرة قنوات الأفلام الممثلة والإعلامية صفاء أبو السعود يقام على مسرح الأوبرا في جامعة مصر للعلوم والتكنولوجيا من كل عام أخر دورة أقيمت عام 2013 

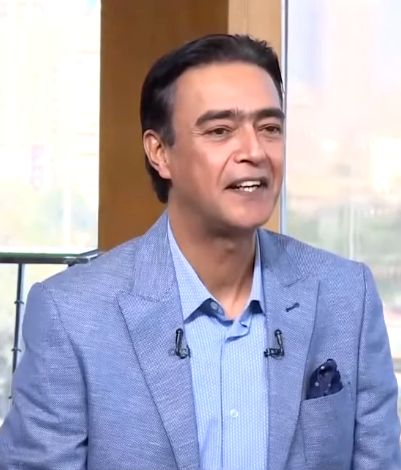
كريم كوجاك أحد مُقدِّمي حفل جوائز شبكة راديو وتلفزيون العرب

## فئات الجوائز
- أفضل ممثل
- أفضل ممثلة
- أفضل مسلسل
- أفضل فيلم
- أفضل ممثل بدور أولي
- أفضل ممثل بدور ثانوي
- أفضل مخرج
- أفضل فنان صاعد
- أفضل فنان عربي
- أفضل سنغل
- جائزة الإبداع المتميز
- ميداليات ذهبية تكريمية